# 사우로스파르기스
사우로스파르기스(학명:Saurosphargis volzi)는 기룡목 사우로스파르기스과에 속하는 기룡이다. 지금은 멸종된 종으로서 전체적인 몸길이가 2~4m인 중대형 몸집을 가진 기룡이다.

## 특징
사우로스파르기스는 폴란드 남서부와 네덜란드 동부의 중간 트라이아스기(아니스 시대)에서 알려진 기저 해양 파충류인 사우로스파르기드의 멸종된 속이다. 그것은 단일종인 사우로스파르기스 볼지를 포함하고 있다. 사우로스파르기스는 갈비뼈가 있는 12개의 불완전한 등 척추뼈 부분을 포함하는 부분 골격인 브레슬로 박물관에 소장되어 있던 번호 없는 홀로타입으로만 알려져 있다. 이러한 표본은 약 2억 4천 6백만년 전 초기 미들 트라이아기의 아니시아 초기 단계까지 거슬러 올라가 로어 무셀칼크의 초자워 시히텐 지평선에서 폴란드 어퍼 실레시아의 고르니 슬라스스크 고골린에서 수집되었다. 리에팰(1995)은 와로클로우 대학의 지질학 연구소에 소장된 고립된 척추 MGU Wr. 3873s를 설명했는데 이는 동일한 일반 위치에서 채취한 사우로스파르기스를 지칭할 수 있을 가능성이 있다. 홀로타입은 제2차 세계 대전 중에 파괴되었고, 그 결과 많은 저자들은 사우로스파르기스를 추가적인 사우로스파르기스 종의 발견 이전에 명명된 두비움으로 간주하여 후엔(1936년)의 사우로스파르기스의 상세한 설명과 수치와 더 나은 비교를 가능하게 했다. 폴 앨버스와 리 외 연구진(2011년)은 네덜란드 윈터스위크의 로어 무셸칼크에서 사우로스파르지스에 언급할 수 있는 잘 보존된 물질이 발견되었다고 간략하게 보고했다. 그에 대한 자료는 현재 준비 중이다. 사우로스파르기스는 바다에 적응하여 살았던 기룡인만큼 바다에서 염분을 조절하는 기능이 잘 발달되어 있으며 다리는 노의 형태로 진화하여 바닷속에서 빠른 유영을 하는 것을 충분히 가능하게 하였다. 양턱에는 총 15~25개의 삼각형 모양을 가진 치아를 가지고 있다. 먹이로는 당대에 서식했던 물고기, 두족류, 갑각류 등을 잡아먹고 살았을 육식성의 기룡으로 추정되는 종이다.

## 생존시기와 서식지와 화석의 발견
사우로스파르기스가 생존했던 시기는 중생대의 트라이아스기 후기로서 지금으로부터 2억년전~1억 8000만년전에 생존했었던 종이다. 생존했었던 시기에는 유럽을 중심으로 하는 북극해, 북동부 대서양, 지중해에서 주로 서식했었던 기룡이다. 화석의 발견은 1936년에 유럽의 트라이아스기에 형성된 지층에서 폴란드와 네덜란드의 고생물학자들에 의하여 처음으로 화석이 발견되어 새롭게 명명된 종이다.

## 같이 보기
- 파충류
- 중생대
- 트라이아스기
- 기룡
- 화석